# ميان باغر
ميان باغر (بالدنماركية: Mianne Bagger)‏ (ولدت وليام باغر (بالدنماركية: William Bagger)‏ هي لاعبة غولف محترفة دنماركية.انتقلت باغر مع عائلتها إلى أستراليا في عام 1979، عندما كانت في الثانية عشرة من عمرها وبدأت لعب الغولف مرة أخرى بشكل كامل في عام 1998، أولًا كلاعبة هاوية، ثم تحولت إلى محترفة في عام 2003. في عام 2004، شاركت في بطولة أستراليا المفتوحة للسيدات، أصبحت أول امرأة متحولة جنسيا علنا تلعب في بطولة جولف محترفة. كما أصبحت أول امرأة متحولة جنسيا تتأهل للمشاركة في 'جولة السيدات الأوروبية' في عام 2004،  كما أصبحت أول امرأة متحولة الجنس رفيعة المستوى تتأهل لجولة رياضية محترفة منذ انضمت رينيه ريتشاردز إلى جولة رابطة محترفات التنس خلال سبعينيات القرن 20.
وقد لعبت دورًا أساسيًا في اكتساب أهلية النساء المتحولات جنسيا للمنافسة في جولات الجولف المحترفة. من خلال جهودها، عدّلت العديد من منظمات الجولف المحترفة ممارساتها، لكن السياسات لا تزال عمومًا تقيد قواعد للتباين الجندري، وتعتبر النساء المتحولات جنسيا كشيء آخر غير النساء. سعت باغر إلى إزالة السياسات المتعلقة بالجنسين، وتحديدًا عند الولادة، على أنها أكثر إشكالية من كونها مفيدة، وتشجيع المنظمات الرياضية على اعتماد سياسات «أكثر تفهما وقبولًا للتباين الجندري والتنوع البشري».

## النشأة ومسيرتها كلاعبة هاوية
وُلدت باغر في كوبنهاغن بالدانمارك في 25 ديسمبر/كانون الأول 1966. بدأت بلعب رياضة الجولف في سن الثامنة. في سن الرابعة عشرة، تم تصويرها مع لاعب الغولف الشهير غريغ نورمان خلال إحدى مسابقات الغولف. انتقلت باغر مع عائلتها إلى أستراليا في عام 1979. وفي عام 1992 بدأت العلاج باستخدام الهرمونات البديلة، وفي عام 1995، أجرت جراحة إعادة تحديد الجنس. وفي عام 1998 عادت إلى لعب الغولف كهاوية في أستراليا. كانت منفتحة على حياتها ولعبت في مختلف أحداث الهواة حول أديلايد ودعيت للانضمام إلى فريق جنوب أستراليا النسائي الحكومي. 
ازداد اهتمام وسائل الإعلام بها بعد فوزها بمسابقة الولاية للهواة في جنوب أستراليا عام 1999. لعبت لفريق الولاية في جنوب أستراليا (1999-2002) لتحقق أعلى مرتبة وطنية في فئة الهواة. كان العديد من اللاعبين من وقت لآخر، قلقين بشأن حصول باغر على «ميزة غير عادلة» الأمر الذي نفته، قائلة أن العديد من الناس ليسوا على دراية بالجوانب الفيزيولوجية للتباين الجندري وللشروط والقضايا المتعلقة بالتحويل. فازت باغر مرة أخرى بمسابقة هواة جنوب أستراليا في عامي 2001 و 2002.
شعرت باغر بأنها قد وصلت إلى آخر مراحل مسيرتها في مجال الهواة وتطلعت إلى الاحتراف. ووجدت أن القواعد ستمنعها من التنافس مهنيا في أستراليا و «في معظم جولات الغولف حول العالم». في حين أنها لا تزال لاعبة هاوية، أتيحت لها الفرصة للعب في بطولة أستراليا المفتوحة للسيدات 2004 . أدى ذلك إلى انتشار قصة في الصفحة الأولى في جرائد سيدني، مما دفع باغر إلى عقد مؤتمر صحفي في اليوم السابق للبطولة للإجابة على الأسئلة وتقديم المعلومات حول الأشخاص الذين لازالوا يقومون بالتحول جنسيا وحول المتحولين جنسياً.

## المسيرة الاحترافية والنشاط في حقوق المتحولين جنسيا
تسببت باغر في إثارة ضجة إعلامية في عام 2004 عندما شاركت في بطولة أستراليا المفتوحة للسيدات وكان لديها نوايا أيضًا للانضمام إلى دورة الغولف الأسترالية للسيدات المحترفين. في دورة في الولايات المتحدة التقت بمفوض الدورة، والذي تمت مساءلته فيما بعد حول سياسات الدورة التي تنص بأن «في الوقت الحالي، الشرط هو أنه يجب أن يولدن نساء». علقت باغر بأنه «من الواضح أنهم لا يعتبرون أنني استوفيت هذا الشرط». يعكس ردها النتائج الطبية الحالية التي تفيد بأنه لا توجد مزايا للنساء المتحولات جنسيا في هذه الرياضة. وقد ترك المفوض إمكانية فتح هذه القاعدة للتغيير في المستقبل.
أدى الحكم الصادر في عام 2004 من اللجنة الأولمبية الدولية بشأن الرياضيين المتحولين جنسيا إلى إعادة النظر في القواعد في العديد من الألعاب الرياضية. كان توافق آراء ستوكهولم لعام 2004 الصادر عن اللجنة الأوقيانوغرافية الدولية، والذي انتقده الباحثون «كتدبير يرصد السياسات التقليدية للجنسين في الوقت الذي يتخفى فيه كإجراء تقدمي وشامل»، يحدد متطلبات محددة للرياضيين المتحولين جنسيا. علقت باغر بأن السياسة التي تتطلب «تنازلاً موقَّعًا من قبل المشترك يمنح الوصول الكامل وغير المقيد للسجلات الطبية والسجلات النفسية قبل العملية وبعدها» وهي متطلبات لاتوجد في المنافسات الآخرى. في سبتمبر 2004، بعد استمرار الضغط من قبل باغر، صوتت الجولة الأوروبية للسيدات على تعديل معايير الدخول في عضويتها، مما سمح لباغر بالتنافس في جولة. وفي وقت لاحق من ذلك العام، صوتت دورة الغولف الأسترالية للسيدات المحترفين أيضًا لتغيير دستورها لإزالة شرط «الإناث عند الولادة»، مما جعل باغر مؤهلة للانضمام إلى الدورة في أستراليا. في 9 فبراير 2005، أعلن الاتحاد النسائي للغولف عن تغيير في السياسة يسمح لباغر بالتنافس في بطولة بريطانيا المفتوحة للسيدات.
```
في 21 آذار/مارس 2005، أعلنت رابطة الولايات المتحدة للجولف أنها اعتمدت «سياسة جنسانية» جديدة تسمح للرياضيين المتحولين جنسيا بالمنافسة في بطولة الولايات المتحدة للجولف، بما في ذلك بطولة الولايات المتحدة المفتوحة للسيدات. في عام 2010، عدلت دورة الغولف الأسترالية للسيدات المحترفين لوائحها الداخلية وأزالت شرط دخول «الإناث عند الولادة». على الرغم من أن التغييرات السياسية المختلفة مكنت الرياضيين المتحولين جنسيا من التنافس، إلا أن السياسات لا تزال قيد المراجعة. باغر، جنبا إلى جنب مع عدد قليل من الرياضيين البارزين وعدد متزايد من المهنيين الطبيين والباحثين في جميع أنحاء العالم، تواصل الضغط على 
اللجنة الأولمبية الدولية
، 
الاتحاد الدولي لألعاب القوى
، 
الوكالة العالمية لمكافحة المنشطات
 في نهجهم لاحتضان التنوع البشري بأكمله وأكثر من ذلك، لوقف استهداف النساء في الرياضة. وتقول باغر أيضًا في أن العديد من هذه القرارات يتم عن طريق التصويت الشعبي للأعضاء، وغالباً ما يكونون محترفين في رياضتهم، وليسوا أطباء أو مهنيين طبيين، ولا يتلقون أي تدريب طبي مناسب.
[
10
]
[
14
]
```

### فوزها كلاعبة هاوية
- 1999: مسابقة هواة جنوب أستراليا للسيدات
- 2000: بطولة جنوب أستراليا في الأعمال للسيدات
- 2001: مسابقة هواة جنوب أستراليا للسيدات،
- 2001: بطولة جنوب أستراليا 72 حفرة 'ستروبلاير' (كأس رينيه إريكسن)
- 2002: مسابقة هواة جنوب أستراليا للسيدات